# Битва під Києвом (1036)
Битва під Києвом (1036) — битва між військами київського князя Ярослава Мудрого та печенігами, останнє військове зіткнення печенігів і війська Київської Руси.
В результаті тривалої війни з печенігами Київська Русь була змушена зміцнювати лісостепові кордони за допомогою валів і міст. Згідно з літописним повідомленням, «і нача ставити (Володимир) городи по Десні, і по Востри, по Трубешеви, і по Сулі і по Стугні…». Цю роботу продовжив князь Ярослав.
Втім, напади печенігів не припинялися до 1020 року. Більше ніж через 15 років, у 1036 році, печеніги раптово оточили Київ. У той час Ярослав Мудрий перебував у Новгороді. Битва відбулася на місці, де, за літописним повідомленням, пізніше було закладено собор Св. Софії. Кіннота печенігів атакувала руське військо, що складалося з київських, новгородських та норманських воїнів. Битва тривала до вечора і закінчилася поразкою і масовою загибеллю печенігів:
|  | Бій тривав цілий день — аж під вечір переміг Ярослав. Печеніги втікали на всі боки, не знаючи, куди втікати; одні потонули в Сітомлі, інші в інших ріках так погинули, а решта їх повтікала і так до сьогодні. Оригінальний текст (ст.-слов.) И бе сеча зла и одва одолев к вечеру Ярослав. И побегоша печенези розно и не ведахуся камо бежаче и овии бегающе топяху в Ситомле, иней же во инех реках и тако погибоша, а прок их прибегоша и до сего дня. |

Після поразки більшість печенігів пішли зі степів Північного Причорномор'я на захід за Дунай, де розпочали військові зіткнення з Візантією. Невелика частина печенігів, що залишилася, перейшла на службу до київських князів, а решту знищили нові кочові племена — половці.